# Етна (град, Калифорния)
Вижте пояснителната страница за други значения на Етна.
Етна (на английски: Etna) е град в окръг Сискию, щата Калифорния, САЩ. Етна е с население от 720 жители (по приблизителна оценка от 2017 г.) и обща площ от 2 km². Намира се на 895 m надморска височина. ЗИП кодовете му са 96027, а телефонният му код е 530.